# 대적골제철유적
대적골제철유적은 대한민국 전북특별자치도 장수군 장계면 명덕리에 있다. 2017년 11월 17일 장수군의 향토문화유산 제1호로 지정되었다.

## 개요
대적골 제철유적은 장수 덕유산 서쪽 대적골에 위치하고 있으며 2016년 군산대학교 지표조산단에 의해 처음 발견이 되었으며 2017년부터 다섯개 지구로 나누어 군산대학교박물관과 전주문화유산연구원에서 조사를 실시하였다. 조사결과 다구역에서는 제련로 4기, 단야시설 2기, 추정 용해로 1기, 석축시설 1기, 퇴적구 등이 조사되었다. 라구역에서는 비교적 넓게 조성된 평탄대지에 서로 조성시기를 달리하는 건물지와 석축이 확인되다.